# سراج‌الدین سکاکی
سراج‌الدین ابویعقوب یوسف بن ابی بکر بن محمد بن علی سکاکی خوارزمی (۵۵۵–۶۲۶ قمری) (۱۱۶۰–۱۲۲۹ میلادی) نویسنده و ادیب ایرانی اهل خوارزم است.

## زندگی‌نامه
نام سکاکی احتمالاً به دلیل شغل پدرش سکه زنی بوده‌است. او در ابتدا آهنگر و قفل ساز بود. بعدها به فراگیری علوم روی آورد و سرآمد علوم عصر خویش شد. پس از تسخیر خوارزم به دست مغولان به دربار جغتای پیوست. به دلیل بذله گویی کسانی چون حبش عمید، وزیر جغتای به زندان افتاد و پس از سه سال در زندان در گذشت. او معاصر خواجه نصیر طوسی و ابن حاجب بوده‌است.
سکاکی از جادوباوران بوده و داستان‌های غریبی از این مورد از او نقل کرده‌اند. او تسخیر موکلین کواکب را که ابوعلی سینا در کنوزالمعزمین به صورت مختصر آورده به صورت مبسوط شرح کرده‌است. او به چگونگی روش احضار بسیاری از موکلین علوی و موکلین سفلی دست یافته بود. سکاکی همچنین با نوآوری در رسم مندل، بحث مندل مستطیلی شکل را وارد مبحث احضارات کرد.

## آثار
- مفتاح العلوم
- مصحف الزهره
- نفایس العلوم در طلسمات[۱] یا الطلسم که به زبان فارسی است[۲] و در علوم غریبه است.[۳]
- رساله فی علم مناظره